# New York Jets 2021
La stagione 2021 dei New York Jets è stata la 62ª della franchigia, la 52ª nella National Football League e la prima con Robert Saleh come capo-allenatore. Nel Draft NFL 2021 la squadra scelse come secondo assoluto il quarterback Zach Wilson. La stagione terminò con un record di 4-13, mancando l'accesso ai playoff per l'11º anno consecutivo.

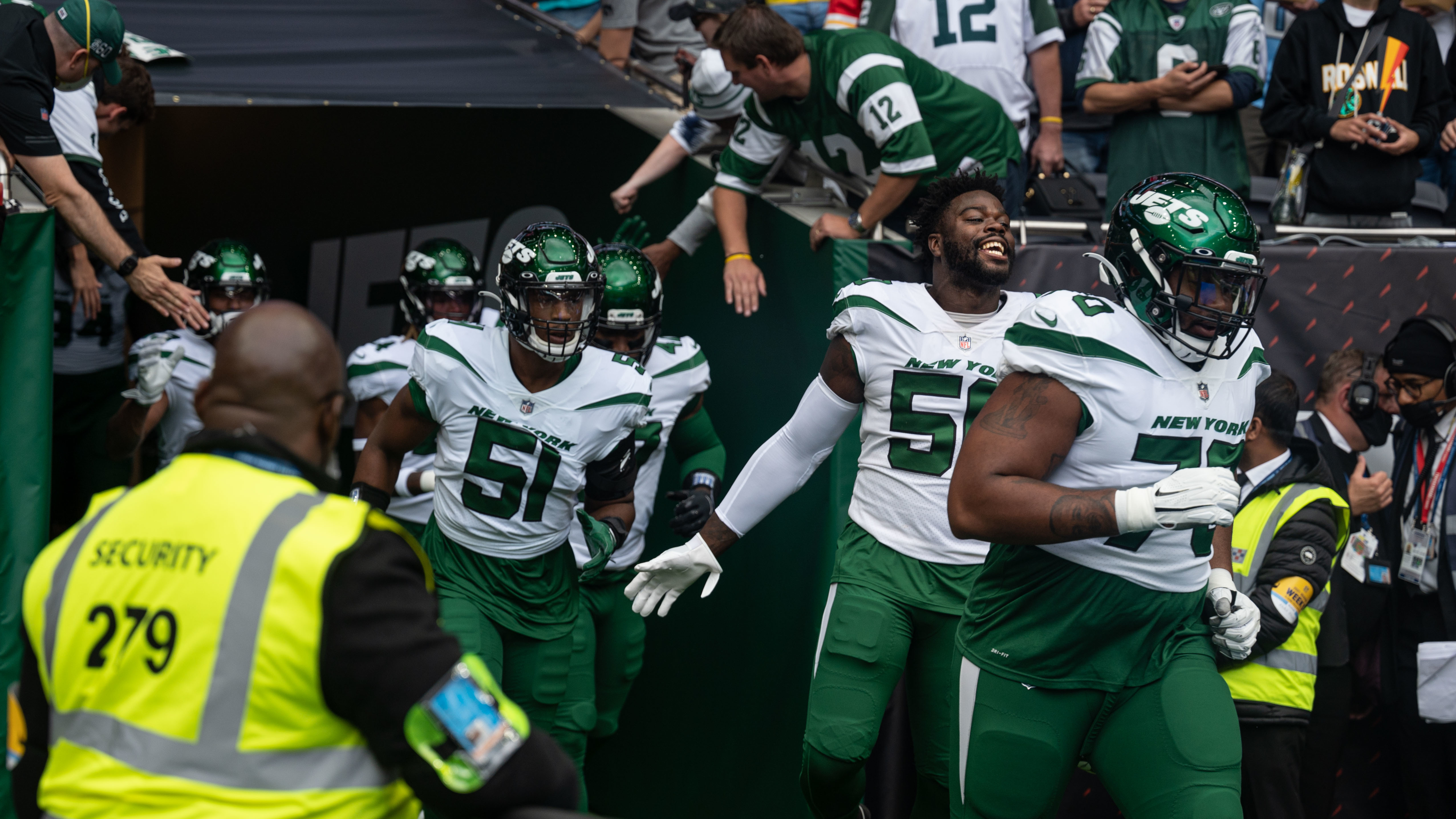
La partita del 9 ottobre a Londra

## Scelte nel Draft 2021
| Scelte dei Jets nel Draft 2021 |        |                    |       |                |
| Giro                           | Scelta | Giocatore          | Ruolo | College        |
| 1                              | 2      | Zach Wilson        | QB    | BYU            |
| 1                              | 14     | Alijah Vera-Tucker | G     | USC            |
| 2                              | 34     | Elijah Moore       | WR    | Ole Miss       |
| 4                              | 107    | Michael Carter     | RB    | North Carolina |
| 5                              | 146    | Jamien Sherwood    | S     | Auburn         |
| 5                              | 154    | Michael Carter II  | S     | Duke           |
| 5                              | 175    | Jason Pinnock      | CB    | Pittsburgh     |
| 6                              | 186    | Hamsah Nasirildeen | S     | Florida State  |
| 6                              | 200    | Brandin Echols     | CB    | Kentucky       |
| 6                              | 207    | Jonathan Marshall  | DT    | Arkansas       |

## Roster
| Roster dei New York Jets nel 2021 |
| --- |
| Quarterback - 5 Mike White - 2 Zach Wilson Running Back - 32 Michael Carter - 23 Tevin Coleman - 25 Ty Johnson - 22 La'Mical Perine - 85 Trevon Wesco FB Wide Receiver - 10 Braxton Berrios - 88 Keelan Cole - 82 Jamison Crowder - 84 Corey Davis - 11 Denzel Mims - 8 Elijah Moore - 16 Jeff Smith Tight End - 81 Tyler Kroft Offensive Linemen - 77 Mekhi Becton T - 70 Chuma Edoga T - 76 George Fant T - 67 Dan Feeney G - 69 Conor McDermott T - 60 Connor McGovern C - 78 Morgan Moses T - 62 Greg Van Roten G - 75 Alijah Vera-Tucker G Defensive Linemen - 94 Folorunso Fatukasi DT - 91 John Franklin-Myers DE - 47 Bryce Huff DE - -- Shaq Lawson DE - 96 Jonathan Marshall DT - 98 Sheldon Rankins DT - 97 Nathan Shepherd DT - 95 Quinnen Williams DT - 92 Jabari Zuniga DE Linebacker - 53 Blake Cashman OLB - 52 Jarrad Davis MLB - 57 C.J. Mosley MLB - 45 Hamsah Nasirildeen OLB - 44 Jamien Sherwood OLB Defensive Back - 31 Blessuan Austin CB - 30 Michael Carter II CB - 21 Ashtyn Davis S - 36 Isaiah Dunn CB - 25 Brandin Echols CB - 40 Javelin Guidry CB - 37 Bryce Hall CB - 34 Justin Hardee CB - 29 Lamarcus Joyner S - 20 Marcus Maye FS - 41 Jason Pinnock CB Special Team - 6 Matt Ammendola K - 42 Thomas Hennessy LS - 7 Braden Mann P Lista delle riserve - 27 Corey Ballentine CB (IR) - 72 Cameron Clark G (IR) - 99 Vinny Curry DE (NF-Inj.) - 68 Parker Ferguson T (IR) - 29 Saquan Hampton S (PUP) - 58 Carl Lawson DE (IR) - 33 Zane Lewis CB (IR) - 93 Kyle Phillips DE (Active/PUP) - 66 Teton Saltes T (IR) 53 attivi, 8 inattivi |
| Legenda - I rookie sono in corsivo. - Il primo ruolo è il principale mentre gli eventuali successivi indicano i ruoli secondari. - (IR) sta per Injured Reserve ed indica la lista ristretta per un solo giocatore infortunato che può tornare ad allenarsi dopo la settimana 6 e a rientrare in prima squadra dopo che questa ha giocato 8 partite. - (NF-Inj.) / (NF-Ill.) stanno rispettivamente per Non-Football Injured e Non-Football Illness ed indicano le liste dove viene inserito un giocatore che ha un infortunio o una malattia non dipendente dal football americano. - (PUP) sta per Physically Unable to Perform ed indica la lista dove viene inserito un giocatore mentre è in attesa di recuperare la condizione fisica. Nella stagione regolare dopo la sesta partita giocata dalla propria squadra, il giocatore ha tempo tre settimane per riprendere ad allenarsi, più tre settimane aggiuntive dal suo rientro agli allenamenti per rientrare in prima squadra. |

## Calendario
| Stagione regolare |                    |                         |                    |                    |                            |                    |
| Turno             | Data               | Avversario              | Risultato          | Record             | Stadio                     | Sintesi            |
| 1                 | 12 settembre       | at Carolina Panthers    | S 14–19            | 0–1                | Bank of America Stadium    | Recap              |
| 2                 | 19 settembre       | New England Patriots    | S 6–25             | 0–2                | MetLife Stadium            | Recap              |
| 3                 | 26 settembre       | at Denver Broncos       | S 0–26             | 0–3                | Empower Field at Mile High | Recap              |
| 4                 | 3 ottobre          | Tennessee Titans        | V 27–24 (dts)      | 1–3                | MetLife Stadium            | Recap              |
| 5                 | 10 ottobre         | at Atlanta Falcons      | S 20–27            | 1–4                | Tottenham Hotspur Stadium  | Recap              |
| 6                 | Settimana di pausa | Settimana di pausa      | Settimana di pausa | Settimana di pausa | Settimana di pausa         | Settimana di pausa |
| 7                 | 24 ottobre         | at New England Patriots | S 13–54            | 1–5                | Gillette Stadium           | Recap              |
| 8                 | 31 ottobre         | Cincinnati Bengals      | V 34–31            | 2–5                | MetLife Stadium            | Recap              |
| 9                 | 4 novembre         | at Indianapolis Colts   | S 30–45            | 2–6                | Lucas Oil Stadium          | Recap              |
| 10                | 14 novembre        | Buffalo Bills           | S 17–45            | 2–7                | MetLife Stadium            | Recap              |
| 11                | 21 novembre        | Miami Dolphins          | S 17–24            | 2–8                | MetLife Stadium            | Recap              |
| 12                | 28 novembre        | at Houston Texans       | V 21–14            | 3–8                | NRG Stadium                | Recap              |
| 13                | 5 dicembre         | Philadelphia Eagles     | S 18–33            | 3–9                | MetLife Stadium            | Recap              |
| 14                | 12 dicembre        | New Orleans Saints      | S 9–30             | 3–10               | MetLife Stadium            | Recap              |
| 15                | 19 dicembre        | at Miami Dolphins       | S 24–31            | 3–11               | Hard Rock Stadium          | Recap              |
| 16                | 26 dicembre        | Jacksonville Jaguars    | V 26–21            | 4–11               | MetLife Stadium            | Recap              |
| 17                | 2 gennaio          | Tampa Bay Buccaneers    | S 24–28            | 4–12               | MetLife Stadium            | Recap              |
| 18                | 9 gennaio          | at Buffalo Bills        | S 10–27            | 4–13               | Highmark Stadium           | Recap              |

Note: gli avversari della propria division sono in grassetto.

## Premi

### Premi settimanali e mensili
- Zach Wilson

rookie della settimana 4
rookie della settimana 13
rookie della settimana 16
- Mike White

giocatore offensivo della AFC della settimana 8
quarterback della settimana 8
- Elijah Moore

rookie della settimana 11
- Brandin Echols

rookie della settimana 15
- Braxton Berrios

giocatore degli special team della AFC della settimana 16